# Elección al Senado de los Estados Unidos en Virginia de 2020
La Elección al Senado de los Estados Unidos en Virginia de 2020 se llevaron a cabo el 3 de noviembre de 2020, para elegir a un miembro del Senado de los Estados Unidos para representar al Estado de Virginia, al mismo tiempo que las elecciones presidenciales de los Estados Unidos de 2020, así como otras elecciones al senado de los Estados Unidos. El senador titular Mark Warner ganó por primera vez las elecciones en 2008 con el 65% de los votos sobre el exgobernador Jim Gilmore. En 2014, durante el movimiento Tea Party y la disminución de la participación electoral, el senador Warner ganó la reelección con el 49,1% de los votos y derrotó al expresidente del Comité Nacional Republicano Ed Gillespie con un 0,8% de diferencia. Warner se postuló para un tercer mandato.

## Elección general

### Predicciones
| Fuente                | Clasificación | As of                  |
| --------------------- | ------------- | ---------------------- |
| Cook Political Report | Sólido        | 29 de octubre de 2020  |
| Inside Elections      | Sólido        | 28 de octubre de 2020  |
| Sabato's Crystal Ball | Sólido        | 2 de noviembre de 2020 |
| 270toWin              | Sólido        | 2 de noviembre de 2020 |
| Político              | Sólido        | 2 de noviembre de 2020 |

### Encuestas
| Fuente de la encuesta                                                                      | Fecha(s) de realización                  | Tamaño de muestra | Margen de error | Mark Warner (D) | Daniel Gade (R) | Otro Indecisos |
| ------------------------------------------------------------------------------------------ | ---------------------------------------- | ----------------- | --------------- | --------------- | --------------- | -------------- |
| Swayable Archivado el 13 de noviembre de 2020 en Wayback Machine.                          | 27 de octubre - 1 de noviembre de 2020   | 283 (LV)          | ± 8.3%          | 61%             | 39%             | –              |
| Data for Progress                                                                          | 27 de octubre - 1 de noviembre de 2020   | 690 (LV)          | ± 3.7%          | 57%             | 42%             | 1%             |
| Roanoke College                                                                            | 23-29 de octubre de 2020                 | 802 (LV)          | ± 3.4%          | 55%             | 39%             | 6%             |
| Christopher Newport University                                                             | 15-27 de octubre de 2020                 | 908 (LV)          | ± 3.4%          | 57%             | 37%             | 6%             |
| Swayable                                                                                   | 23-26 de octubre de 2020                 | 351 (RV)          | ± 5.2%          | 60%             | 40%             | –              |
| Virginia Commonwealth University                                                           | 13-22 de octubre de 2020                 | 709 (LV)          | ± 4.93%         | 55%             | 38%             | 8%             |
| Schar School/Washington Post                                                               | 13-19 de octubre de 2020                 | 908 (LV)          | ± 4%            | 57%             | 39%             | 4%             |
| Civiqs/Daily Kos                                                                           | 11-14 de octubre de 2020                 | 1,231 (LV)        | ± 3.1%          | 54%             | 43%             | 2%             |
| Reconnect Research/Roanoke College                                                         | 30 de septiembre - 12 de octubre de 2020 | 600 (LV)          | –               | 55%             | 38%             | 7%             |
| Cygnal (R)                                                                                 | 9-11 de octubre de 2020                  | 607 (LV)          | –               | 51%             | 44%             | 5%             |
| Cygnal (R)                                                                                 | 22-25 de septiembre de 2020              | 600 (LV)          | –               | 51%             | 41%             | –              |
| Christopher Newport University                                                             | 9-21 de septiembre de 2020               | 796 (LV)          | ± 3.9%          | 52%             | 39%             | 9%             |
| Virginia Commonwealth University Archivado el 15 de septiembre de 2020 en Wayback Machine. | 28 de agosto - 7 de septiembre de 2020   | 692 (LV)          | ± 6.22%         | 55%             | 38%             | 6%             |
| Roanoke College                                                                            | 9-22 de agosto de 2020                   | 566 (LV)          | ± 4.1%          | 55%             | 34%             | 10%            |

#### Encuesta hipotética
con Mark Warner y Republicano genérico
| Fuente de la encuesta | Fecha(s) de realización | Tamaño de muestra | Margen de error | Mark Warner (D) | Republicano genérico | Otro Indecisos |
| --------------------- | ----------------------- | ----------------- | --------------- | --------------- | -------------------- | -------------- |
| Roanoke College       | 3-16 de mayo de 2020    | 563 (LV)          | ± 4.1%          | 48%             | 31%                  | –              |

Con un republicano genérico vs. un demócrata genérico
| Fuente de la encuesta        | Fecha(s) de realización  | Tamaño de muestra | Margen de error | Demócrata genérico | Republicano genérico | Otro Indecisos |
| ---------------------------- | ------------------------ | ----------------- | --------------- | ------------------ | -------------------- | -------------- |
| Ipsos/University of Virginia | 15-19 de febrero de 2020 | 636 (A)           | ± 4.0%          | 43%                | 26%                  | 25%            |

### Resultados
| Elección al Senado de los Estados Unidos en Virginia de 2020 | Elección al Senado de los Estados Unidos en Virginia de 2020 | Elección al Senado de los Estados Unidos en Virginia de 2020 | Elección al Senado de los Estados Unidos en Virginia de 2020 | Elección al Senado de los Estados Unidos en Virginia de 2020 | Elección al Senado de los Estados Unidos en Virginia de 2020 |
| Partido                                                      | Partido                                                      | Candidato/a                                                  | Votos                                                        | %                                                            |                                                              |
| ------------------------------------------------------------ | ------------------------------------------------------------ | ------------------------------------------------------------ | ------------------------------------------------------------ | ------------------------------------------------------------ | ------------------------------------------------------------ |
|                                                              | Demócrata                                                    | Mark Warner (titular)                                        | 2,466,500                                                    | 55.99%                                                       |                                                              |
|                                                              | Republicano                                                  | Daniel Gade                                                  | 1,934,199                                                    | 43.91%                                                       |                                                              |
| Total                                                        | Total                                                        | Total                                                        | 4,405,087                                                    | 100.0%                                                       |                                                              |
| Margen de victoria                                           | Margen de victoria                                           | Margen de victoria                                           | 532,301                                                      | 12.08%                                                       |                                                              |
|                                                              | Control Demócrata                                            |                                                              |                                                              |                                                              |                                                              |